# Herinneringsmedaille aan de 70e Verjaardag van Hare Majesteit Koningin Margrethe
De Herinneringsmedaille aan de 70e Verjaardag van Hare Majesteit Koningin Margrethe, (Deens:"Erindringsmedalje i Anledningen af Hendes Majestæt Dronningens 70års Fødselsdag"), is een Deense onderscheiding. De medaille werd op 16 april 2010 door Koningin Margrethe II van Denemarken ingesteld. Op de dag van het verjaardagsfeest werden 450 zilveren medailles aan de koninklijke familie, de gasten en de hofhouding toegekend.
De dragers mogen de letters EM.16.apr.2010 achter hun naam plaatsen.
Op de voorzijde van de medaille is de regerende koningin met een nieuwe, aan haar leeftijd aangepaste beeldenaar, afgebeeld. Het rondschrift luidt "MARGARETHE II DANMARKS DRONNING". De medaille is met een koningskroon en een ring aan het lint bevestigd. Op de keerzijde is het gekroonde koninklijk monogram met de verstrengelde letter "M" en twee jaartallen als rondschrift afgebeeld. Op de voorzijde worden de woorden gescheiden door harten als in het wapen van het Stamhuis Oldenburg, op de keerzijde zijn twee naar de naam van de koningin verwijzende margrieten gebruikt.
Heren dragen de medaille aan een tot een vijfhoek gevouwen hemelsblauw lint op de linkerborst. Dames dragen de medaille aan een strik op hun linkerschouder.
Medailles van Verdienste ·
Medaille voor Langdurige Dienst ·
Medaille "Ingenio et Arti" ·
Medaille voor Nobele Daden ·
Ereteken van het Deense Rode Kruis ·
Medaille van Verdienste voor de Groenlandse Onafhankelijkheid ·
Herinneringsmedaille aan de 70e Verjaardag van Hare Majesteit Koningin Margrethe
Herinneringsmedaille aan de 75e Verjaardag van Prins Henrik

Zie ook: Historische Orden van Denemarken · Onderscheidingen in Denemarken